# Teratomyrmex

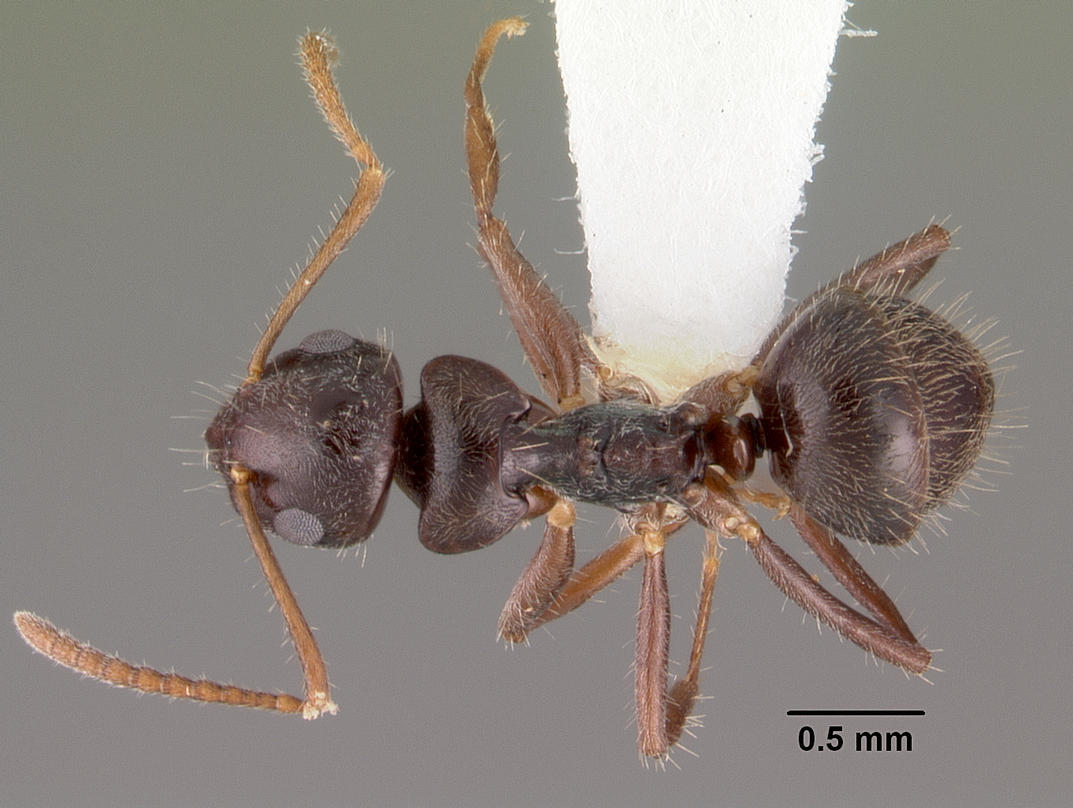
Муравей Teratomyrmex greavesi, вид сверху

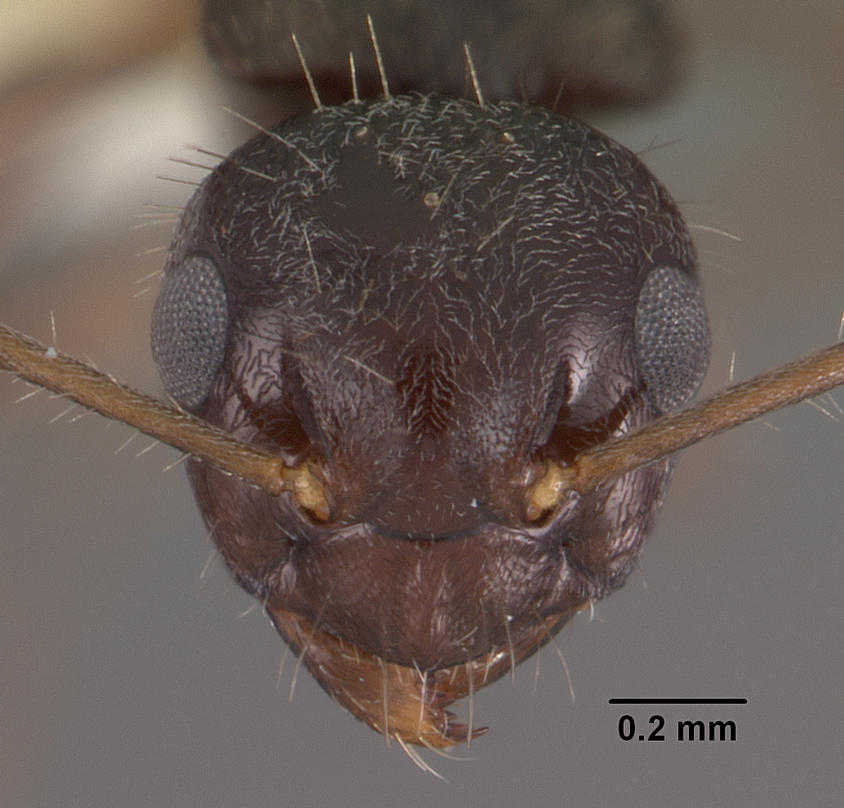
Муравей Teratomyrmex greavesi, голова

Teratomyrmex (лат.) — род муравьёв подсемейства формицины (Formicinae, Lasiini). Австралия
.

## Описание
Мелкие земляные муравьи (длина рабочих 3-5 мм) коричневого цвета. Пронотум сильно расширен с латеральными лопастями (ни у одного другого австралийского муравья нет подобной переднегрудки). Заднегрудка выступающая назад с проподеальными шипиками. Усики самок и рабочих 12-члениковые (у самцов антенны состоят из 13 сегментов). Жвалы рабочих с 6 зубцами. Нижнечелюстные щупики 6-члениковые, нижнегубные щупики состоят из 4 сегментов. Голени средних и задних ног с одной апикальной шпорой.
Стебелёк между грудкой и брюшком состоит из одного сегмента (петиоль)
.
- Teratomyrmex greavesi McAreavey, 1957[1]
- Teratomyrmex substrictus Shattuck & O'Reilly, 2013[5]
- Teratomyrmex tinae Shattuck & O'Reilly, 2013[5]